# Університет Окленду
Університет Окленду (маор. Te Whare Wānanga o Tāmaki Makaurau) — новозеландський державний університет в Окленді, заснований у 1883 році як частина (коледж) Університету Нової Зеландії.
На даний момент має 8 факультетів у 6 кампусах та понад 39 тисяч студентів. Є найпрестижнішим та найкраще фінансованим науково-дослідним закладом, а також найбільшим університетом у Новій Зеландії.
Університет пропонує багато програм навчання, зокрема з мистецтва, бізнесу, освіти, музики, педагогіки, архітектури, планування, медсестринства, creative and performing arts, теології, природничих наук, управління інформацією, інформатики, інженерії, медицини, оптометрії, харчових наук, права, фармації, образотворчого мистецтва.